# Suah Bae
Suah Bae es una escritora surcoreana nacida en 1965.

## Biografía
Suah Bae se graduó de química por la Universidad Femenina Ewha. Escribía historias como hobby mientras trabajaba como funcionaria en el aeropuerto de Gimpo en Seúl.
Debutó como escritora con "Una habitación oscura" en 1998. Desde el 2001 vive en Alemania. Dayana Carcamo

## Obra
Suah Bae, una de las escritoras más innovadoras de Corea, se ha alejado de los cánones de la literatura en Corea y ha creado su propio mundo literario basado en un estilo único y en la habilidad de describir la psicología de los personajes.
Suah Bae debutó como escritora con "Una habitación oscura" en 1988. Desde entonces también ha publicado dos antologías de relatos cortos, incluyendo la novela corta Autopista con manzanas verdes. También ha publicado novelas, incluida Rapsodia en azul. Su obra está considerada extremadamente poco convencional, trata temas poco usuales como los hombres que son víctimas de violencia doméstica por parte de sus esposas (en Restaurante de sukiyaki de domingo), y se caracteriza por los cambios de tiempo y las alteraciones de perspectiva. Sus obras más recientes son aficcionales, pues carecen de caracterizaciones y argumento.
Bae es conocida por el uso de los cambios abruptos de tiempo y perspectiva, las expresiones susceptibles y directas y las oraciones que carecen aparentemente de coordinación con el fin de incomodar y distanciarse de los lectores. Sus obras no ofrecen reafirmación de las convenciones morales ni brindan el consuelo que producen las adversidades que resultan significativas. La mayoría de sus personajes tienen recuerdos traumáticos de los que nunca se recuperan, y sus familias, mostradas en varias etapas de desintegración, solo añaden más soledad y tristeza a sus vidas. Una conversación entre amigos destroza la visión idealizada del amor, el abuso verbal es lo que constituye la interacción familiar y el odio masoquista llena los monólogos interiores. La propia actitud de la escritora hacia el mundo y los personajes que ha creado son sarcásticos.

## Obras en coreano
• Autopista con manzanas verdes   (1995)

• Rapsodia en azul (1995)

• Ivana (2002)

• Restaurante de sukiyaki de domingo (2003)

• El escritorio de un ensayista (2003)

• El autodidacta (2004)

## Premios
• Premio Literario Dongseo, 2004

• Premio Literario Hankook Ilbo, 2003 